# Letiště Nerlerit Inaat
Letiště Nerlerit Inaat (grónsky: Mittarfik Nerlerit Inaat, dánsky: Constable Pynt Lufthavn; IATA: CNP, ICAO: BGCO) je letiště v kraji Sermersooq ve východním Grónsku. Nachází se na poloostrově Jamesonova země a slouží osadě Ittoqqortoormiit, která leží asi 40 kilometrů jihovýchodně od letiště. 

## Historie
Letiště bylo založeno roku 1984 americkou společností Atlantic Richfield Company (ARCO) kvůli hledání ropy v Jamesonově zemi. V létě 1987 podepsala firma s Greenlandair Charter A/S (dceřinou společností Grønlandsfly) tříletou smlouvu týkající se průzkumných letů a osobních i zásobovacích letů mezi letištěm a Islandem.
Na začátku roku 1991 ho převzala Grónská vláda. K tomuto období na letišti pracovalo 7 zaměstnanců Grónského letištního úřadu a roční provozní náklady činily 8 milionů dánských korun.
V současné době ho provozuje Grónský letištní úřad. V roce 2020 od něj obdrželo cenu Letiště roku.

## Infrastruktura
Letiště má jednu štěrkovou přistávací dráhu označenou 17/35. Ta má délku 1000 metrů a šířku 30 metrů a mohou na ní přistát letadla typu STOL. Má poměrně silný sklon, který dosahuje rozdílu až 1,3 %.
Díky své odlehlé lokaci má letiště svou vlastní ubytovnu a jídelnu pro zaměstnance, kterých tu permanentně pracuje 10–15.
Kolem letiště je několik cest, ale žádná ho nespojuje s nějakým osídlením. Je spojeno s Ittoqqortoormiitem (nejbližší obydlenou osadou) helikoptérovou linkou.

## Aerolinie a destinace
Destinace pasažérů odlétajících z letiště (nezahrnut Ittoqqortoormiit; 2018)
Vedle pravidelných letů se na letišti provozují i charterové lety helikoptérou, jejichž destinacemi je nejčastěji Jamesonova země nebo Národní park Severovýchodní Grónsko.
V roce 2016 bylo 32 % letů mezinárodních a zbývajících 68 % vnitrostátních. 

### Současné linky
| Letecká společnost | Destinace | Destinace            |
| Letecká společnost | Země      | Letiště              |
| ------------------ | --------- | -------------------- |
| Air Greenland      | Grónsko   | Ittoqqortoormiit     |
| Norlandair         | Island    | Akureyri · Reykjavík |
| Zdroje:            |           |                      |

### Zrušené linky
| Letecká společnost | Destinace | Destinace |
| Letecká společnost | Země      | Letiště   |
| ------------------ | --------- | --------- |
| Air Greenland      | Grónsko   | Kulusuk   |
| Zdroje:            |           |           |

## Počasí
Pravidelný provoz je na letišti kvůli nepříznivému počasí obtížný, obzvláště v zimě. Podle Air Greenland musí být až 50 % letů zrušeno nebo odloženo. Na letišti dochází kvůli okolním horám k silným turbulencím.
29. července 2021 byla na letišti naměřena teplota 23,2 °C.

## Relokace
Alespoň od roku 2001 existují plány na relokaci letiště blíže k Ittoqqortoormiitu. Jako možná lokace byl vybrán Amdrup Havn, který leží mezi Ittoqqortoormiitem a opuštěnou osadou Uunarteq. Letiště by se tak nacházelo od Ittoqqortoormiitu jen 4 kilometry. V oblasti jsou navíc slabší turbulence a její blízkost by eliminovala potřebu pro spoj helikoptérou, díky čemuž by cena letenek klesla o 15 až 27 %. Blízkost letiště by také mohla potenciálně navýšit turismus, zejména v oblasti jednodenních výletů. Počet zaměstnanců by se snížil z 10–15 permanentních na 5.
V letech 2017 a 2018 provedla islandská konzultační společnost Mannvit řadu studií týkajících se nového letiště.